# Radio Italia Live - Il concerto
Radio Italia Live - Il concerto (abbreviato anche in RI Live) è un concerto organizzato dall'emittente radiofonica italiana Radio Italia, che si svolge ogni anno a Milano, in Piazza del Duomo mentre dal 2017 si aggiunge anche Palermo. La serata viene sempre presentata da due noti personaggi della televisione italiana e vede protagonisti alcuni dei più grandi artisti della musica italiana, ognuno dei quali si esibisce con tre canzoni, accompagnati nel corso delle varie edizioni inizialmente dalla Sanremo Festival Orchestra e dall'Orchestra Filarmonica Italiana e successivamente dalla Radio Italia Orchestra. La direzione musicale dell'evento è stata affidata al Maestro Bruno Santori in tutte le sue edizioni.
Il concerto è sempre trasmesso in diretta su Radio Italia, Video Italia (per la versione televisiva svizzera) e Radio Italia TV ed è stato trasmesso in differita su Italia 1 fino al 2016, per poi passare su Nove e Real Time e in seguito su TV8 e Sky Uno. (Viene trasmesso anche da emittenti estere partner di Radio Italia).
La prima edizione del concerto, svoltasi nel 2012, è stata organizzata per festeggiare i 30 anni di Radio Italia.
Per la prima volta dal suo debutto, il concerto ha avuto una sola tappa a Malta il 4 ottobre 2019.
Nel 2020 e nel 2021, per la prima volta l'evento non ha potuto avere luogo a causa della pandemia di COVID-19, facendo ritorno solo nel 2022 con una sola data quella del 21 maggio in Piazza del Duomo a Milano.
Il concerto del 2024, oltre alla consueta tappa milanese, fa il suo debutto a Piazza del Plebiscito, a Napoli. Nel 2025 torna al Foro Italico di Palermo.

## Riepilogo delle edizioni
| Edizione | Anno | Messa in onda     | Messa in onda         | Conduttori      | Conduttori          | Conduttori          | Conduttori      | Conduttori      | Conduttori      | Conduttori      | Conduttori       | Partecipanti             | Orchestra                      | Direttore musicale | Trasmissione    | Trasmissione | Trasmissione | Trasmissione | Sede                     |                               |
| Edizione | Anno | Diretta           | Differita (Italia 1)  | Conduttori      | Conduttori          | Conduttori          | Conduttori      | Conduttori      | Conduttori      | Conduttori      | Conduttori       | Partecipanti             | Orchestra                      | Direttore musicale | Diretta         | Diretta      | Diretta      | Differita    | Sede                     |                               |
| -------- | ---- | ----------------- | --------------------- | --------------- | ------------------- | ------------------- | --------------- | --------------- | --------------- | --------------- | ---------------- | ------------------------ | ------------------------------ | ------------------ | --------------- | ------------ | ------------ | ------------ | ------------------------ | ----------------------------- |
| 1ª       | 2012 | 14 maggio 2012    | 25 luglio - 1º agosto | Belen Rodríguez | Belen Rodríguez     | Enrico Ruggeri      | Enrico Ruggeri  | Enrico Ruggeri  | Enrico Ruggeri  | Enrico Ruggeri  | Enrico Ruggeri   | 12                       | Sanremo Festival Orchestra     | Bruno Santori      | Radio Italia TV | Non in onda  | Non in onda  | Italia 1     | Piazza del Duomo, Milano |                               |
| 2ª       | 2013 | 11 maggio 2013    | 11 - 13 giugno        | Luca Bizzarri   | Paolo Kessisoglu    | Non presente        | Non presente    | Non presente    | Non presente    | Non presente    | Non presente     | 11                       | Sanremo Festival Orchestra     | Bruno Santori      | Radio Italia TV | Non in onda  | Non in onda  | Italia 1     | Piazza del Duomo, Milano |                               |
| 3ª       | 2014 | 1º giugno         | 8 giugno              | Luca Bizzarri   | Paolo Kessisoglu    | J-Ax                | J-Ax            | J-Ax            | J-Ax            | J-Ax            | J-Ax             | 14                       | Sanremo Festival Orchestra     | Bruno Santori      | Radio Italia TV | Non in onda  | Non in onda  | Italia 1     | Piazza del Duomo, Milano |                               |
| 4ª       | 2015 | 28 maggio 2015    | 11 giugno             | Luca Bizzarri   | Paolo Kessisoglu    | Daniele Bossari     | Daniele Bossari | Daniele Bossari | Daniele Bossari | Daniele Bossari | Daniele Bossari  | 11                       | Orchestra Filarmonica Italiana | Bruno Santori      | Radio Italia TV | Non in onda  | Non in onda  | Italia 1     | Piazza del Duomo, Milano |                               |
| 5ª       | 2016 | 8 - 9 giugno 2016 | 20 - 21 giugno        | Luca Bizzarri   | Paolo Kessisoglu    | Daniele Bossari     | Daniele Bossari | Daniele Bossari | Daniele Bossari | Daniele Bossari | Daniele Bossari  | 19                       | Orchestra Filarmonica Italiana | Bruno Santori      | Radio Italia TV | Non in onda  | Non in onda  | Italia 1     | Piazza del Duomo, Milano |                               |
| 6ª       | 2017 | 18 giugno 2017    | Non prevista          | Luca Bizzarri   | Paolo Kessisoglu    | Serena Rossi        | Serena Rossi    | Serena Rossi    | Serena Rossi    | Serena Rossi    | Serena Rossi     | 20                       | Orchestra Filarmonica Italiana | Bruno Santori      | Radio Italia TV | Real Time    | Nove         | Non in onda  | Piazza del Duomo, Milano |                               |
| 6ª       | 2017 | 30 giugno 2017    | Non prevista          | Luca Bizzarri   | Paolo Kessisoglu    | Serena Rossi        | Serena Rossi    | Serena Rossi    | Serena Rossi    | Serena Rossi    | Serena Rossi     | 20                       | Orchestra Filarmonica Italiana | Bruno Santori      | Radio Italia TV | Real Time    | Nove         | Non in onda  | Foro Italico, Palermo    |                               |
| 7ª       | 2018 | 16 giugno 2018    | Non prevista          | Luca Bizzarri   | Paolo Kessisoglu    | Marco Maccarini     | Non presente    | Non presente    | Non presente    | Non presente    | Non presente     | 20                       | Orchestra Filarmonica Italiana | Bruno Santori      | Radio Italia TV | Real Time    | Nove         | Non in onda  | Piazza del Duomo, Milano |                               |
| 8ª       | 2019 | 27 maggio 2019    | Non prevista          | Luca Bizzarri   | Paolo Kessisoglu    | Marco Maccarini     | Non presente    | Non presente    | Non presente    | Non presente    | Non presente     | 11                       | Mediterranean Orchestra        | Bruno Santori      | Radio Italia TV | Real Time    | Nove         | Non in onda  | Piazza del Duomo, Milano |                               |
| 8ª       | 2019 | 29 giugno 2019    | Non prevista          | Luca Bizzarri   | Paolo Kessisoglu    | Marco Maccarini     | Non presente    | Non presente    | Non presente    | Non presente    | Non presente     | 13                       | Mediterranean Orchestra        | Bruno Santori      | Radio Italia TV | Real Time    | Nove         | Non in onda  | Foro Italico, Palermo    |                               |
| 8ª       | 2019 | 4 ottobre 2019    | Non prevista          | Luca Bizzarri   | Paolo Kessisoglu    | Marco Maccarini     | Manola Moslehi  | Manola Moslehi  | Manola Moslehi  | Manola Moslehi  | Manola Moslehi   | 11                       | Mediterranean Orchestra        | Bruno Santori      | Radio Italia TV | Real Time    | Nove         | Non in onda  | Fosos, Floriana (Malta)  |                               |
| 9ª       | 2022 | 21 maggio 2022    | Non prevista          | Luca Bizzarri   | Paolo Kessisoglu    | Daniela Cappelletti | Manola Moslehi  | Manola Moslehi  | Manola Moslehi  | Manola Moslehi  | Manola Moslehi   | 15                       | Mediterranean Orchestra        | Bruno Santori      | Radio Italia TV | TV8          | Sky Uno      | Non in onda  | Piazza del Duomo, Milano |                               |
| 10ª      | 2023 | 20 maggio 2023    | Non prevista          | Luca Bizzarri   | Paolo Kessisoglu    | Manola Moslehi      | Manola Moslehi  | Non presente    | Non presente    | Non presente    | Non presente     | 10                       | Mediterranean Orchestra        | Bruno Santori      | Radio Italia TV | TV8          | Sky Uno      | Non in onda  | Piazza del Duomo, Milano |                               |
| 10ª      | 2023 | 30 giugno 2023    | Non prevista          | Luca Bizzarri   | Paolo Kessisoglu    | Manola Moslehi      | Manola Moslehi  | Non presente    | Non presente    | Non presente    | Non presente     | 14                       | Mediterranean Orchestra        | Bruno Santori      | Radio Italia TV | TV8          | Sky Uno      | Non in onda  | Foro Italico, Palermo    |                               |
| 11ª      | 2024 | 15 maggio 2024    | Non prevista          | Giuditta Arecco | Daniela Cappelletti | Marco Falivelli     | Mauro Marino    | Manola Moslehi  | Paoletta        | Enzo Miccio     | Emiliano Picardi | Luca Ward                | Luca Ward                      | Bruno Santori      | Radio Italia TV | TV8          | Sky Uno      | Non in onda  | 12                       | Piazza del Duomo, Milano      |
| 11ª      | 2024 | 27 giugno 2024    | Non prevista          | Giuditta Arecco | Daniela Cappelletti | Marco Falivelli     | Mauro Marino    | Manola Moslehi  | Paoletta        | Enzo Miccio     | Emiliano Picardi | Luca Ward                | Luca Ward                      | Bruno Santori      | Radio Italia TV | TV8          | Sky Uno      | Non in onda  | 12                       | Piazza del Plebiscito, Napoli |
| 12ª      | 2025 | 30 maggio 2025    | Non prevista          | Giuditta Arecco | Daniela Cappelletti | Marco Falivelli     | Mauro Marino    | Francesca Leto  | Paoletta        | Enzo Miccio     | Emiliano Picardi | Piazza del Duomo, Milano |                                | Bruno Santori      | Radio Italia TV | TV8          | Sky Uno      | Non in onda  | 12                       |                               |
| 12ª      | 2025 | 27 giugno 2025    | Non prevista          | Giuditta Arecco | Daniela Cappelletti | Marco Falivelli     | Mauro Marino    | Francesca Leto  | Paoletta        | Enzo Miccio     | Emiliano Picardi | Foro Italico, Palermo    |                                | Bruno Santori      | Radio Italia TV | TV8          | Sky Uno      | Non in onda  | 12                       |                               |

## Edizioni

### Prima edizione (2012)
La prima edizione del programma, condotta da Belén Rodríguez ed Enrico Ruggeri, ha avuto luogo il 14 maggio 2012 a Milano ed è stata trasmessa il 25 luglio e il 1º agosto successivi.
RadioItalia Live - Il concerto
- Laura Pausini con Resta in ascolto, Vivimi e E ritorno da te
- Pino Daniele con Quando, Io per lei e Yes I Know My Way
- Max Pezzali con Hanno ucciso l'Uomo Ragno, Gli anni e Come mai
- Negrita con Ho imparato a sognare, Magnolia e Gioia infinita
- Tiziano Ferro con Stop! Dimentica, Indietro e Non me lo so spiegare
- Gigi D'Alessio con Non dirgli mai e Un nuovo bacio (con Anna Tatangelo)
- Anna Tatangelo con Ragazza di periferia e Un nuovo bacio (con Gigi D'Alessio)
- J-Ax con Non è un film, Ti amo o ti ammazzo e Deca Dance
- Enrico Ruggeri con Ti avrò, Quello che le donne non dicono, Mistero e Piazza grande
- Gianni Morandi con C'era un ragazzo che come me amava i Beatles e i Rolling Stones, Vita, Si può dare di più e Piazza grande
- Modà con Tappeto di fragole, Arriverà e La notte
- Biagio Antonacci con Pazzo di lei, Buongiorno bell'anima e Liberatemi

#### Ascolti
| Puntata | Data           | Telespettatori | Share |
| ------- | -------------- | -------------- | ----- |
| 1       | 25 luglio 2012 | 526 000        | 6,84% |
| 2       | 1º agosto 2012 | 431 000        | 5,68% |
| Media   | Media          | 479 000        | 6,26% |

### Seconda edizione (2013)
La seconda edizione del programma con la conduzione di Luca Bizzarri e Paolo Kessisoglu, ha avuto luogo l'11 maggio 2013 a Milano ed è stata trasmessa i successivi 11 e 13 giugno.
RadioItalia Live - Il concerto
- Zucchero Fornaciari con Guantanamera (Guajira), Baila e Vedo nero
- Eros Ramazzotti con Dove c'è musica, Un angelo disteso al sole e Più bella cosa
- Cesare Cremonini con Il comico (sai che risate), La nuova stella di Broadway e 50 Special
- Marco Mengoni con In un giorno qualunque, Pronto a correre e L'essenziale
- Raf con Le ragioni del cuore, Infinito e Il battito animale
- Alessandra Amoroso con Immobile, Urlo e non mi senti e Ciao
- Stadio con Sorprendimi, I nostri anni e Chiedi chi erano i Beatles
- Antonello Venditti con Benvenuti in paradiso, In questo mondo di ladri e Unica
- Fabri Fibra con Guerra e pace (in sottofondo, prima di salire sul palco), Tranne te, Ring Ring e Pronti, partenza, via!
- Nek con Almeno stavolta, Congiunzione astrale e Lascia che io sia
- Negramaro con Una storia semplice, Mentre tutto scorre e Nuvole e lenzuola

#### Ascolti
| Puntata | Data           | Telespettatori | Share |
| ------- | -------------- | -------------- | ----- |
| 1       | 11 giugno 2013 | 1 866 000      | 7,30% |
| 2       | 13 giugno 2013 | 1 470 000      | 6,09% |
| Media   | Media          | 1 668 000      | 6,70% |

### Terza edizione (2014)
La terza edizione del programma, la quale ha visto per la seconda volta Luca Bizzarri e Paolo Kessisoglu alla conduzione, affiancati da J-Ax, ha avuto luogo il 1º giugno 2014 a Milano ed è stata trasmessa il successivo 8 giugno.
L'evento ha riscosso un grandissimo successo, superando tutte le aspettative previste. Il pubblico presente in Piazza del Duomo, proveniente da tutta Italia, è arrivato a contare più di 100.000 persone, tanto che parte degli spettatori si è dovuta distribuire sino all'interno della Galleria Vittorio Emanuele e in tutte le vie limitrofe che collegano alla piazza. La visione dello spettacolo è stata resa possibile grazie anche all'installazione di più megaschermi.
Tra gli artisti invitati in quest'edizione figurava anche Giorgia, che tuttavia non ha potuto esibirsi a causa di una forte bronchite.
Hip Hop RadioItalia
- J-Ax con Immorale, Domani smetto e Brucia ancora
- Mondo Marcio con Dentro alla scatola, A denti stretti e Un bacio
- Rocco Hunt con Nu juorno buono
- Emis Killa con Maracanã e Scordarmi chi ero
- Club Dogo con P.E.S., Weekend e Brucia ancora
- Fedez con Cigno nero e Pensavo fosse amore e invece...

RadioItalia Live - Il concerto
- Biagio Antonacci con Ti penso raramente, Convivendo e Dolore e forza
- Alex Britti con Solo una volta (o tutta la vita), Oggi sono io e Baciami (e portami a ballare)
- Emma con Amami, L'amore non mi basta e La mia città
- Edoardo Bennato con Abbi dubbi, Sono solo canzonette, Il gatto e la volpe, L'isola che non c'è e Capitan Uncino
- Claudio Baglioni con Strada facendo, Mille giorni di te e di me e La vita è adesso
- Elisa con Gli ostacoli del cuore, Ti vorrei sollevare e L'anima vola
- Negramaro con Via le mani dagli occhi, Parlami d'amore e Un amore così grande
- Laura Pausini con Non c'è/Se fué, Come se non fosse stato mai amore, La moltitudine (versione comica de La solitudine con Luca e Paolo), Limpido (solo version) e un medley a cappella con Le cose che non mi aspetto, Mi tengo, E ritorno da te, Vivimi, Invece no, Strani amori e Resta in ascolto

#### Ascolti
| Data          | Telespettatori | Share |
| ------------- | -------------- | ----- |
| 8 giugno 2014 | 1 279 000      | 6,61% |

### Quarta edizione (2015)
La quarta edizione dell'evento è stata condotta per la terza volta da Luca Bizzarri e Paolo Kessisoglu e ha avuto luogo il 28 maggio 2015 a Milano, per poi essere trasmessa in differita su Italia 1 il successivo 11 giugno.
La grande novità è stata Radio Italia 3.0, grazie alla quale hanno avuto la possibilità di esibirsi tre giovani emergenti, ovvero Giovanni Caccamo, vincitore nella categoria Giovani al Festival di Sanremo 2015, Lorenzo Fragola, vincitore dell'ottava edizione di X Factor, e Nesli. Inoltre, per la prima volta nella storia dell'evento, è stata ospite anche la musica internazionale di Bob Sinclar, che ha inaugurato Radio Italia World.. Al termine del concerto, a partire dalla mezzanotte, Mario Volanti ha presentato La classifica italiana - Speciale RadioItaliaLive - Il concerto.
Radio Italia 3.0
- Giovanni Caccamo con Ritornerò da te
- Nesli con Buona fortuna amore
- Lorenzo Fragola con Siamo uguali

RadioItaliaLive - Il concerto
- Max Pezzali con Tieni il tempo, È venerdì e Sei un mito
- Ligabue con C'è sempre una canzone e Urlando contro il cielo
- Alessandra Amoroso con Amore puro, Bellezza, incanto e nostalgia e Senza nuvole
- Marco Mengoni con Guerriero, Io ti aspetto e L'essenziale
- Fedez con Generazione bho, L'amore eternit (con Noemi) e Magnifico (con Francesca Michielin)
- Nek con Fatti avanti amore, Se telefonando e Laura non c'è
- Cesare Cremonini con Logico #1, Buon viaggio (Share the Love) e GreyGoose
- Gianna Nannini con Lontano dagli occhi, Dio è morto e Meravigliosa creatura

Radio Italia World
- Bob Sinclar con Far l'amore e Feel the vibe (con Dawn Tallman)

#### Ascolti
| Data           | Telespettatori | Share |
| -------------- | -------------- | ----- |
| 11 giugno 2015 | 1 729 000      | 9,55% |

### Quinta edizione (2016)
La quinta edizione dell'evento è stata condotta per la quarta volta da Luca Bizzarri e Paolo Kessisoglu e per la prima volta ha avuto luogo nel corso di due serate, l'8 e il 9 giugno 2016 a Milano. L'evento è stato poi trasmesso in differita su Italia 1 il 20 e 21 giugno.
È stata riconfermata Radio Italia 3.0, lo spazio grazie al quale avranno la possibilità di esibirsi giovani cantanti emergenti, questa volta Alessio Bernabei e Benji & Fede.

#### 8 giugno
Radio Italia 3.0
- Benji & Fede con New York

RadioItaliaLive - Il concerto
- Fedez con Cigno nero, Magnifico e Vorrei ma non posto (con J-Ax)
- J-Ax con Vorrei ma non posto (con Fedez), Intro e Maria Salvador (con Il Cile)
- Annalisa con Se avessi un cuore, Senza riserva e Una finestra tra le stelle
- Noemi con Sono solo parole, Fammi respirare dai tuoi occhi e Vuoto a perdere
- Lorenzo Fragola con # Fuori c'è il sole, Infinite volte e Luce che entra
- Alessandra Amoroso con Stupendo fino a qui, Comunque andare e Vivere a colori
- Francesca Michielin con L'amore esiste, Il mio canto libero e Nessun grado di separazione
- Enrico Ruggeri con Il primo amore non si scorda mai, Peter Pan e Contessa
- Laura Pausini con Simili, medley Incancellabile / Le cose che vivi / Il mondo che vorrei / Strani amori / La solitudine e Innamorata

#### 9 giugno
Radio Italia 3.0
- Alessio Bernabei con Noi siamo infinito

RadioItaliaLive - Il concerto
- Elisa con Luce (tramonti a nord est), No Hero e Sorrido già (con Emma e Giuliano Sangiorgi)
- Francesco Renga con Vivendo adesso, Angelo e Guardami amore
- Malika Ayane con Blu, Tre cose e Senza fare sul serio
- Negramaro con Estate, Tutto qui accade e Attenta
- Zero Assoluto con Di me e di te, Svegliarsi la mattina e Una canzone e basta
- Marco Mengoni con Ti ho voluto bene veramente, Solo due satelliti, Parole in circolo e Kiss
- Emma con Arriverà l'amore, Io di te non ho paura, Il paradiso non esiste e Sorrido già (con Elisa e Giuliano Sangiorgi)
- Biagio Antonacci con Iris (tra le tue poesie), Cortocircuito, Non vivo più senza te e Se io, se lei (con Giuliano Sangiorgi, eseguita a cappella)

#### Ascolti
| Puntata | Data           | Telespettatori | Share |
| ------- | -------------- | -------------- | ----- |
| 1       | 20 giugno 2016 | 1 456 000      | 6,99% |
| 2       | 21 giugno 2016 | 1 022 000      | 5,39% |
| Media   | Media          | 1 239 000      | 6,19% |

### Sesta edizione (2017)
La sesta edizione dell'evento è stata condotta per la quinta volta consecutiva da Luca Bizzarri e Paolo Kessisoglu. Novità assoluta dell'evento è stata il trasferimento di una delle due serate - la seconda - al Foro Italico di Palermo, il 30 giugno 2017. Entrambi i concerti sono stati trasmessi per la prima volta in diretta sulle emittenti Nove e Real Time del gruppo Discovery Italia.
Per il terzo anno consecutivo è stata riconfermata Radio Italia 3.0, lo spazio grazie al quale hanno avuto la possibilità di esibirsi giovani cantanti emergenti. Per quest'anno è stato il turno di Lele ed Elodie a Milano, e di Marianne Mirage a Palermo.

#### 18 giugno (Milano)
Radio Italia 3.0
- Lele con Ora mai
- Elodie con Tutta colpa mia

RadioItaliaLive - Il concerto
- Giorgia con Vanità, Quando una stella muore e Credo
- Benji & Fede con Amore Wi-Fi, Lettera e Tutto per una ragione (con Annalisa)
- Umberto Tozzi con Gloria, Ti amo (con Anastacia)
- Emma con Facciamola più semplice, Calore e Occhi profondi
- Francesco Gabbani con Amen, Tra le granite e le granate e Occidentali's Karma
- Alessandra Amoroso con Sul ciglio senza far rumore, Fidati ancora di me, Comunque andare, Piccole cose (con Fedez e J-Ax)
- Fiorella Mannoia con Siamo ancora qui, Che sia benedetta e Quello che le donne non dicono
- Samuel Romano con La risposta, La statua della mia libertà e Vedrai
- Nek con Uno di questi giorni, Differente, Freud (con J-Ax)
- J-Ax e Fedez con Assenzio, Piccole cose (con Alessandra Amoroso) e Senza pagare
- Andrea Bocelli con Nelle tue mani e Con te partirò

Radio Italia World
- Anastacia con Left Outside Alone e Ti amo (con Umberto Tozzi)

##### Ascolti
| Puntata | Data           | Rete      | Prima parte    | Prima parte | Seconda parte  | Seconda parte | Media totale   | Media totale |
| Puntata | Data           | Rete      | Telespettatori | Share       | Telespettatori | Share         | Telespettatori | Share        |
| ------- | -------------- | --------- | -------------- | ----------- | -------------- | ------------- | -------------- | ------------ |
| Unica   | 18 giugno 2017 | Nove      | 389 000        | 2,20%       | 841 000        | 4,20%         | 638 000        | 3,40%        |
| Unica   | 18 giugno 2017 | Real Time | 304 000        | 1,70%       | 462 000        | 2,30%         | 383 000        | 2,40%        |

#### 30 giugno (Palermo)
RadioItaliaLive - Il concerto
- Samuel con Rabbia, Vedrai e La statua della mia libertà
- Nina Zilli con L'amore verrà, L'uomo che amava le donne e mi hai fatto fare tardi
- Alessio Bernabei con Nel mezzo di un applauso, Noi siamo infinito e Non è il Sudamerica
- Sergio Sylvestre con Con te
- Lorenzo Fragola con # Fuori c'è il sole, D'improvviso e L'esercito del selfie (con Takagi & Ketra)
- Fabio Rovazzi e Gianni Morandi con Volare
- Francesco Renga con Migliore, Il mio giorno più bello nel mondo e Nuova luce
- Le Vibrazioni con Dedicato a te, In una notte d'estate e Vieni da me
- Francesco Gabbani con Amen, Tra le granite e le granate e Occidentali's Karma
- Nek con Fatti avanti amore, Unici, Freud (con J-Ax)
- J-Ax e Fedez con Assenzio, L'Italia per me (con Sergio Sylvestre) e Senza pagare
- Gigi D'Alessio con La prima stella, Mon Amour e Non dirgli mai
- Eros Ramazzotti con Musica è, Un'altra te, Sei un pensiero speciale, Perfetto, Cose della vita e Più bella cosa

Radio Italia World
- Bob Sinclar feat. Sergio Sylvestre con Love Generation e Till the sun rise up

Radio Italia 3.0
- Marianne Mirage con Le canzoni fanno male

##### Ascolti
| Puntata | Data           | Rete            | Prima parte    | Prima parte | Seconda parte  | Seconda parte | Media totale   | Media totale | Nota  |
| Puntata | Data           | Rete            | Telespettatori | Share       | Telespettatori | Share         | Telespettatori | Share        | Nota  |
| ------- | -------------- | --------------- | -------------- | ----------- | -------------- | ------------- | -------------- | ------------ | ----- |
| Unica   | 30 giugno 2017 | Nove            | 304 000        | 1,70%       | 508 000        | 2,90%         | 428 000        | 2,40%        | [ 6 ] |
| Unica   | 30 giugno 2017 | Real Time       | N.D.           | N.D.        | N.D.           | N.D.          | 1 229 000      | 7,2%         | [ 6 ] |
| Unica   | 30 giugno 2017 | Radio Italia TV | N.D.           | N.D.        | N.D.           | N.D.          | 1 229 000      | 7,2%         | [ 6 ] |

### Settima edizione (2018)[7]
La settima edizione dell'evento è stata condotta per la sesta volta consecutiva da Luca Bizzarri e Paolo Kessisoglu. Anche per quest'edizione, l'evento oltre ad essere trasmesso in diretta sulle frequenze di Radio Italia, è stato mandato in onda in chiaro sui canali del gruppo Discovery, ossia Nove e Real Time.
Il 17 maggio 2018, si è tenuta la conferenza stampa dell'evento, nella quale sono stati svelati i nomi dei cantanti che hanno preso parte alla manifestazione.
RadioItaliaLive - Il concerto
- Le Vibrazioni con Amore Zen (con Jake La Furia), Vieni da me e Così sbagliato
- Annalisa con Bye Bye, Il mondo prima di te e Direzione la vita
- Caparezza con Una chiave, Vieni a ballare in Puglia e Ti fa stare bene
- Thegiornalisti con Questa nostra stupida canzone d'amore, Completamente e Riccione
- Giusy Ferreri con L'amore mi perseguita (con Federico Zampaglione), Non ti scordar mai di me e Amore e capoeira (con Takagi & Ketra)
- J-Ax e Fedez con Vorrei ma non posto, Senza pagare e Italiana
- Fabri Fibra con Fenomeno, Pamplona (con Tommaso Paradiso) e Stavo pensando a te
- Elisa con Una poesia anche per te, Luce (tramonti a nord est) e A modo tuo
- Gianni Morandi con Se perdo anche te, Una vita che ti sogno e Un mondo d'amore
- Il Volo con L'amore si muove e Grande amore
- Biagio Antonacci con Pazzo di lei, Sognami e Mio fratello

Radio Italia World
- Mika con Grace Kelly, Beautiful Disaster (Fedez e Mika) (con Fedez), L'italiano e Stardust (con Chiara)

Radio Italia Rap
- Tedua con La legge del più forte e Vertigini
- Nitro con Infamity show
- Achille Lauro con Thoiry Remix
- Capo Plaza con Non cambierò mai
- Ghali con Ninna Nanna e Cara Italia

Fenomeni
- Måneskin con Morirò da re
- Riki con Perdo le parole / Tremo / Mal di testa
- Thomas con Non te ne vai mai

#### Ascolti
| Puntata | Data           | Rete      | Prima parte    | Prima parte | Seconda parte  | Seconda parte | Media totale   | Media totale | Nota  |
| Puntata | Data           | Rete      | Telespettatori | Share       | Telespettatori | Share         | Telespettatori | Share        | Nota  |
| ------- | -------------- | --------- | -------------- | ----------- | -------------- | ------------- | -------------- | ------------ | ----- |
| Unica   | 16 giugno 2018 | Nove      | 356 000        | 2,2%        | 624 000        | 3,6%          | 490 000        | 2,9%         | [ 8 ] |
| Unica   | 16 giugno 2018 | Real Time | N.D.           | N.D.        | 304 000        | 1,8%          | 304 000        | 1,8%         | [ 8 ] |

### Ottava edizione (2019)[9]
L'ottava edizione dell'evento è stata condotta per la settima volta consecutiva da Luca Bizzarri e Paolo Kessisoglu mentre la serata a Malta è stata condotta in italiano ed in inglese da Marco Maccarini e Manola Moslehi. L'evento è stato trasmesso in diretta su Radio Italia, Radio Italia TV, Real Time, Nove e su Dplay.
Si è articolato in tre serate: il 27 maggio in Piazza del Duomo a Milano, il 29 giugno al Foro Italico di Palermo e per la prima volta il 4 ottobre a Malta, presso il Fosos Floriana.

#### 27 maggio (Milano)
RadioItaliaLive - Il concerto
- Gué Pequeno con Milionario, 2% e Bling Bling (Oro)
- Tiromancino con Sale, amore e vento, Per me è importante e Due destini
- Francesco Gabbani con Pachidermi e pappagalli, È un'altra cosa e Occidentali's Karma
- Loredana Bertè con Cosa ti aspetti da me, Non sono una signora e Non ti dico no (con i Boomdabash)
- Sfera Ebbasta con Rockstar, Happy birthday e Mademoiselle
- Marco Mengoni con Muhammad Ali, Ti ho voluto bene veramente, Hola e Io ti aspetto
- Ultimo con Pianeti, I tuoi particolari e Ti dedico il silenzio
- Alessandra Amoroso con Trova un modo, Dalla tua parte e Forza e coraggio
- Ermal Meta con Dall'alba al tramonto, Non mi avete fatto niente e Vietato morire
- Luciano Ligabue con Certe donne brillano e Questa è la mia vita / Piccola stella senza cielo / Happy Hour (Luciano Ligabue) / Tra palco e realtà / Urlando contro il cielo

Radio Italia World
- Sting con Roxanne, Message in a Bottle e Every Breath You Take

##### Ascolti
| Puntata | Data           | Rete      | Prima parte    | Prima parte | Seconda parte  | Seconda parte | Media totale   | Media totale | Nota   |
| Puntata | Data           | Rete      | Telespettatori | Share       | Telespettatori | Share         | Telespettatori | Share        | Nota   |
| ------- | -------------- | --------- | -------------- | ----------- | -------------- | ------------- | -------------- | ------------ | ------ |
| Unica   | 27 maggio 2019 | Nove      | 171 000        | 0,8%        | 452 000        | 1,8%          | 329 000        | 1,4%         | [ 11 ] |
| Unica   | 27 maggio 2019 | Real Time | 206 000        | 0,9%        | 236 000        | 1%            | 221 000        | 1%           | [ 11 ] |

#### 29 giugno (Palermo)
RadioItaliaLive - Il concerto
- Ghali con Cara Italia, I Love You e Turbococco
- Benji & Fede con Universale, Moscow Mule e Dove e quando
- Paola Turci con Viva da morire, L'ultimo ostacolo e Fatti bella per te
- Giusy Ferreri, Takagi & Ketra con Amore e capoeira e Jambo
- Fabrizio Moro con Non mi avete fatto niente, Pensa/Portami via e Ho bisogno di credere
- Nek con La storia del mondo, Mi farò trovare pronto e Sei grande
- Achille Lauro con 1969, C’est la vie e Rolls Royce
- Fiorella Mannoia con Il peso del coraggio, Come si cambia e Il senso
- Thegiornalisti con New York, Felicità puttana e Maradona y Pelé
- Il Volo con A chi mi dice, Musica che resta e Grande amore
- Irama con Arrogante, La ragazza con il cuore di latta e Nera
- Mahmood con Gioventù bruciata, Uramaki e Soldi

Radio Italia World
- Mika con Stardust, Ice Cream e Love Today

##### Ascolti
| Puntata | Data           | Rete      | Prima parte    | Prima parte | Seconda parte  | Seconda parte | Media totale   | Media totale | Nota   |
| Puntata | Data           | Rete      | Telespettatori | Share       | Telespettatori | Share         | Telespettatori | Share        | Nota   |
| ------- | -------------- | --------- | -------------- | ----------- | -------------- | ------------- | -------------- | ------------ | ------ |
| Unica   | 29 giugno 2019 | Nove      | 216 000        | 1,5%        | 393 000        | 3%            | 352 000        | 2,6%         | [ 12 ] |
| Unica   | 29 giugno 2019 | Real Time | N.D.           | N.D.        | 235 000        | 1,8%          | 235 000        | 1,8%         | [ 12 ] |

#### 4 ottobre (Malta)
RadioItaliaLive - Il concerto
- Alessandra Amoroso con La stessa, Forza e coraggio, Vivere a colori e Mambo salentino (con i Boomdabash)
- Boomdabash con Per un milione e Mambo salentino (con Alessandra Amoroso)
- Gigi D'Alessio con Quanto amore si dà (con Gué Pequeno), Domani vedrai e Non dirgli mai
- Elisa con Tua per sempre, Se piovesse il tuo nome e Luce (tramonti a nord est)
- Francesco Gabbani con Tra le granite e le granate, È un'altra cosa e Occidentali's Karma
- Gué Pequeno con Quanto amore si dà (con Gigi D'Alessio), Bling Bling (Oro) e 2%
- J-Ax con Tutto tua madre, Maria Salvador e Ostia Lido
- Mahmood con Gioventù bruciata, Soldi e Barrio
- Max Pezzali con Sei un mito, Welcome to Miami (South Beach) e Hanno ucciso l'Uomo Ragno
- Raf e Umberto Tozzi con Infinito, Gloria, Battito animale e Tu

RadioItaliaLive - Mediterranean Stars
- The Travellers con Ħafi Paċi Kuluri
- Ira Losco con Cannonball (con Michela) e Hey now
- Khaled con Aïcha, Didi e C'est la vie

### Nona edizione (2022)
L'evento avrebbe dovuto inizialmente articolarsi in due serate, ovvero il 7 e il 28 giugno 2020 rispettivamente in Piazza del Duomo a Milano e al Foro Italico di Palermo.
Il 20 aprile 2020 è stato annunciato che la tappa di Milano sarebbe stata rimandata a data da destinarsi a causa dell'emergenza per la pandemia di Covid-19. La stessa notizia è stata diffusa il 29 aprile successivo per la tappa di Palermo, anch'essa rimandata a data da destinarsi.
Il 29 marzo 2022, a quasi due anni di distanza dall'ultimo annuncio, è stato annunciato che il concerto si sarebbe tenuto il 21 maggio seguente in Piazza del Duomo a Milano e avrebbe visto alla conduzione per l'ottava volta consecutiva Luca Bizzarri e Paolo Kessisoglu. Quest'anno, per la prima volta, la diretta dell'evento è stata trasmessa dalle reti Sky, TV8 e Sky Uno, affiancate da Radio Italia e Radio Italia TV come di consueto.
Il cast dell'edizione è stato annunciato il 4 aprile 2022 durante la conferenza stampa organizzata a Palazzo Marino.
RadioItalia Live - Il concerto
- Pinguini Tattici Nucleari con Scrivile scemo, Pastello bianco e Ringo Starr
- Coez con Come nelle canzoni, Occhi rossi e È sempre bello
- Francesco Gabbani con Volevamo solo essere felici, La rete e Viceversa
- Ultimo con Buongiorno vita, Pianeti e Piccola stella
- Elisa con O forse sei tu, Litoranea e Luce (tramonti a nord est)
- Ghali con Habibi, Fortuna e Good Times
- Marco Mengoni con Ma stasera, Esseri umani e No Stress
- Elodie con Guaranà, Vertigine, Bagno a mezzanotte e La coda del diavolo (con Rkomi)
- Rkomi con Partire da te, Insuperabile, La coda del diavolo (con Elodie) e 5 gocce (con Irama)
- Gianni Morandi con C'era un ragazzo che come me amava i Beatles e i Rolling Stones, Apri tutte le porte e Uno su mille
- Irama con 5 gocce (con Rkomi), Ovunque sarai e La genesi del tuo colore
- Sangiovanni con Cielo dammi la Luna, Farfalle e Malibu
- Alessandra Amoroso con Sorriso grande, Canzone inutile e Camera 209
- Blanco con Finché non mi seppelliscono, Blu celeste e Notti in bianco

#### Ascolti
| Puntata         | Data           | Rete         | Telespettatori | Share | Nota   |
| --------------- | -------------- | ------------ | -------------- | ----- | ------ |
| Unica (diretta) | 21 maggio 2022 | TV8          | 598 000        | 4%    | [ 17 ] |
| Unica (diretta) | 21 maggio 2022 | Sky Uno/+1   | 123 000        | 0,8%  | [ 17 ] |
| Media totale    | Media totale   | Media totale | 721 000        | 4,8%  | [ 17 ] |

### Decima edizione (2023)

#### 20 maggio (Milano)
Il concerto si è tenuto il 20 maggio 2023 presso Piazza Duomo a Milano a partire dalle 20:30 condotto da Luca Bizzarri e Paolo Kessisoglu.
Il cast dell'edizione è stato annunciato il 4 maggio 2023 durante la conferenza stampa a Palazzo Marino. Per il secondo anno consecutivo, l'evento è stato trasmesso dalle reti Sky, TV8 e Sky Uno, affiancate da Radio Italia e Radio Italia TV come di consueto.
RadioItaliaLive - Il concerto
- Articolo 31 con Un bel viaggio, L'italiano medio e Tranqi Funky
- Colapesce Dimartino con Splash, Luna araba e Musica leggerissima
- Eros Ramazzotti con Gli ultimi romantici, Stella gemella e Più bella cosa
- Elodie con OK. Respira, Tribale e Due
- Pinguini Tattici Nucleari con Coca zero, Ricordi e Giovani Wannabe
- Madame con Il bene nel male, Quanto forte ti pensavo e Marea
- Achille Lauro con un mashup di Rolls Royce/Me ne frego/Bam Bam Twist, Fragole (con Rose Villain) e Domenica
- Tananai con Sesso occasionale, Abissale e Tango
- Lazza con Panico, Senza rumore e Cenere
- Tiziano Ferro con Destinazione mare, Sere nere e Lo stadio

##### Ascolti
| Puntata         | Data           | Rete         | Telespettatori | Share | Nota   |
| --------------- | -------------- | ------------ | -------------- | ----- | ------ |
| Unica (diretta) | 20 maggio 2023 | TV8          | 541.000        | 3,2%  | [ 21 ] |
| Unica (diretta) | 20 maggio 2023 | Sky Uno/+1   | N.D.           | N.D.  | [ 21 ] |
| Media totale    | Media totale   | Media totale | 541.000        | 3,2%  | [ 21 ] |

#### 30 giugno (Palermo)
A distanza di quattro anni è stato annunciato il ritorno della seconda data a Palermo, fissata per il 30 giugno 2023 al Foro Italico. L'evento è stato condotto da Luca Bizzarri e Paolo Kessisoglu sempre a partire dalle 20:40 ed è stato trasmesso nuovamente dalle reti Sky, TV8 e Sky Uno, affiancate da Radio Italia e Radio Italia TV come di consueto.
Il 30 maggio 2023 si è tenuta la conferenza stampa al Comune di Palermo, dove vi è stato l'annuncio del cast di questa tappa.
RadioItaliaLive - Il concerto
- Levante con Canzone d'estate, Tikibombom e Vivo
- Diodato con Occhiali da sole, Fai rumore e Che vita meravigliosa
- Max Pezzali con Nord sud ovest est, Tieni il tempo e Nessun rimpianto
- Sangiovanni con Fluo, Scossa e Farfalle
- Marracash con Crazy Love, Importante e Infinity Love
- Paola & Chiara con Furore, Mare caos e Vamos a bailar (Esta vida nueva)
- Emma con Ogni volta è così, Mezzo mondo, Cercavo amore e Io sono bella
- Rocco Hunt con Non litighiamo più, Un bacio all'improvviso e A un passo dalla Luna
- Boomdabash con Per un milione, L'unica cosa che vuoi e Lambada
- Mr. Rain con Fiori di Chernobyl, Supereroi e La fine del mondo (con Sangiovanni)
- Blanco con Innamorato, Un briciolo di allegria e Lacrime di piombo
- Irama e Rkomi con Hollywood, 5 gocce e Luna piena
- Ligabue con Happy Hour, Riderai e Urlando contro il cielo

##### Ascolti
| Puntata         | Data           | Rete         | Telespettatori | Share | Nota   |
| --------------- | -------------- | ------------ | -------------- | ----- | ------ |
| Unica (diretta) | 30 giugno 2023 | TV8          | 581.000        | 4,4%  | [ 23 ] |
| Unica (diretta) | 30 giugno 2023 | Sky Uno/+1   | N.D.           | N.D.  | [ 23 ] |
| Media totale    | Media totale   | Media totale | 581.000        | 4,4%  | [ 23 ] |

### Undicesima edizione (2024)

#### 15 maggio (Milano)
Il concerto si è tenuto il 15 maggio 2024 presso Piazza Duomo a Milano a partire dalle 20:40 e per la prima volta l'evento è stato condotto dalle voci di Radio Italia. In particolare: Giuditta Arecco, Daniela Cappelletti, Marco Falivelli, Mauro Marino, Manola Moslehi, Paoletta e Luca Ward.
Il cast dell'edizione è stato annunciato il 17 aprile 2024 durante la conferenza stampa a Palazzo Marino. Per il terzo anno consecutivo, l'evento è stato trasmesso dalle reti Sky, TV8 e Sky Uno, affiancate da Radio Italia e Radio Italia TV come di consueto.
RadioItaliaLive - Il concerto
- Noemi con Glicine, Non ho bisogno di te e Makumba (con Carl Brave)
- Gazzelle con Non sei tu, Destri e Tutto qui
- Alessandra Amoroso con Fino a qui, Stupendo fino a qui e Camera 209
- Geolier con Money, Come vuoi e I p' me, tu p' te
- The Kolors con Karma, Un ragazzo una ragazza e Italodisco
- Emma con Mezzo mondo, Femme fatale e Apnea
- Mahmood con Personale (con Geolier), Overdose e Tuta gold
- Gianna Nannini con Io voglio te, America e Sei nell'anima
- Annalisa con Bellissima, Mon Amour e Sinceramente
- Ghali con Paprika, Casa mia e Good Times
- Angelina Mango con Ci pensiamo domani, Che t'o dico a fa' e La noia
- Ultimo con Altrove, Occhi lucidi e I tuoi particolari

##### Ascolti
| Puntata         | Data           | Rete         | Telespettatori | Share | Nota   |
| --------------- | -------------- | ------------ | -------------- | ----- | ------ |
| Unica (diretta) | 15 maggio 2024 | TV8          | 527 000        | 2,9%  | [ 24 ] |
| Unica (diretta) | 15 maggio 2024 | Sky Uno/+1   | N.D.           | N.D.  | [ 24 ] |
| Media totale    | Media totale   | Media totale | 527 000        | 2,9%  | [ 24 ] |

#### 27 giugno (Napoli)
Per la prima volta la seconda data si è tenuta a Napoli, il 27 giugno 2024 in Piazza del Plebiscito. È stato trasmesso in contemporanea dalle reti Sky, TV8 e Sky Uno, affiancate da Radio Italia e Radio Italia TV come di consueto.
RadioItaliaLive - Il concerto
- Gigi D'Alessio con un medley non cantato di Quando / Quanno chiove / Napule è
- Biagio Antonacci con A cena con gli dei, Non vivo più senza te e Se io, se lei
- Rose Villain con Io, me ed altri guai, Come un tuono e Click boom!
- Rocco Hunt con Musica italiana, Non litighiamo più e Nu juorno buono
- Alessandra Amoroso con Comunque andare, Fino a qui e Mezzo rotto
- Articolo 31 con Un bel viaggio, Peyote (con Rocco Hunt) e Tranqi Funky
- Angelina Mango con Melodrama, Che t'o dico a fa' e La noia
- Francesco Gabbani con Frutta malinconia, Spazio tempo e Occidentali's Karma
- Ricchi e Poveri con Ma non tutta la vita, Aria e Sarà perché ti amo
- Irama con Galassie, Tu no e Ovunque sarai
- Annalisa con Bellissima, Ragazza sola e Sinceramente
- Tananai con Veleno, Tango e Storie brevi (con Annalisa)
- Elodie con Black Nirvana, Tribale e Ciclone

##### Ascolti
| Puntata         | Data           | Rete         | Telespettatori | Share | Nota   |
| --------------- | -------------- | ------------ | -------------- | ----- | ------ |
| Unica (diretta) | 27 giugno 2024 | TV8          | 493 000        | 3,2%  | [ 25 ] |
| Unica (diretta) | 27 giugno 2024 | Sky Uno/+1   | N.D.           | N.D.  | [ 25 ] |
| Media totale    | Media totale   | Media totale | 493 000        | 3,2%  | [ 25 ] |

### Dodicesima edizione (2025)

#### 30 maggio (Milano)
Il concerto si è tenuto il 30 maggio 2025 presso Piazza Duomo a Milano a partire dalle 20:40 ed è stato condotto dalle voci di Radio Italia. In particolare: Giuditta Arecco, Daniela Cappelletti, Marco Falivelli, Francesca Leto, Mauro Marino, Enzo Miccio, Paoletta ed Emiliano Picardi.
Il cast dell'edizione è stato annunciato il 15 aprile 2025 durante la conferenza stampa a Palazzo Marino. Per il quarto anno consecutivo, l'evento è stato trasmesso dalle reti NOW, TV8 e Sky Uno, affiancate da Radio Italia e Radio Italia TV come di consueto.
RadioItaliaLive - Il concerto
- Lucio Corsi con Cosa faremo da grandi?, Situazione complicata e Volevo essere un duro
- Fedez con Battito, Pensavo fosse amore e invece... e Scelte stupide (con Clara)
- Marco Masini con Allora ciao, T'innamorerai e Bella stronza (con Fedez)
- Brunori Sas con La verità, L'albero delle noci e Per due che come noi
- Pinguini Tattici Nucleari con Rubami la notte, Islanda e Giovani Wannabe
- Olly con Devastante, Scarabocchi e Balorda nostalgia
- Giorgia con Come saprei, Credo e La cura per me
- Fabri Fibra con In Italia 2024, Stavo pensando a te e Che gusto c'è (con Tredici Pietro)
- Irama con Lentamente, Nera e Tu no
- Alfa con Vai!, A me mi piace e Il filo rosso
- Achille Lauro con Amore disperato, Amor e Incoscienti giovani
- Elodie con Dimenticarsi alle 7, Mi ami mi odi e Due

##### Ascolti
| Puntata         | Data           | Rete         | Telespettatori | Share | Nota   |
| --------------- | -------------- | ------------ | -------------- | ----- | ------ |
| Unica (diretta) | 30 maggio 2025 | TV8          | 450.000        | 2,8%  | [ 27 ] |
| Unica (diretta) | 30 maggio 2025 | Sky Uno/+1   | N.D.           | N.D.  | [ 27 ] |
| Media totale    | Media totale   | Media totale | 450.000        | 2,8%  | [ 27 ] |

#### 27 giugno (Palermo)
Il concerto si è tenuto il 27 giugno 2025 presso il Foro Italico di Palermo a partire dalle 20:40 ed è stato condotto dalle voci di Radio Italia. In particolare: Giuditta Arecco, Daniela Cappelletti, Marco Falivelli, Francesca Leto, Mauro Marino, Enzo Miccio, Paoletta ed Emiliano Picardi.
Il cast della tappa è stato annunciato il 5 giugno 2025 sul sito di Radio Italia. L'evento è stato trasmesso in simulcast su TV8, Sky Uno, Now TV affiancate da Radio Italia e Radio Italia TV come di consueto ma anche da emittenti radiotelevisive estere in partner con Radio Italia - Solo Musica Italiana.
RadioItaliaLive - Il concerto
- Rhove con Di Rho, Laprovince #4 e Avion
- Rose Villain con Fuorilegge e Victoria's Secret (feat. Tony Effe)
- Negramaro con Marziani, Luna piena e Ricominciamo tutto
- Raf con Self control, Il battito animale e Cosa resterà degli anni '80
- Noemi con Se t'innamori muori, Non sono io e Oh ma (feat. Rocco Hunt)
- Francesco Gabbani con Frutta malinconia, Così come mi viene e Viva la vita
- Gaia con Rosa dei venti, Maratona e Chiamo io chiami tu
- Rkomi con L'ultima infedeltà, Apnea da un po' e Il ritmo delle cose
- The Kolors con Tu con chi fai l'amore e Pronto come va
- Blanco con Giulia, Un briciolo di allegria e Piangere a 90
- Tananai con Bella madonnina, Veleno e Alibi
- Annalisa con Bellissima, Sinceramente e Maschio